# Depresja maskowana
Depresja maskowana (ang. masked depression; niekiedy także określana jako depresja atypowa, depresja poronna lub subdepresja) – szczególna forma zaburzeń depresyjnych, których obraz znacznie odbiega od powszechnych postaci tych zaburzeń i może sugerować występowanie innej choroby, czyli tzw. „maski depresji”. Stąd też, objawy depresji maskowanej określa się także mianem „ekwiwalentów depresji”. W depresji maskowanej podstawowe objawy takie, jak obniżony nastrój, niemożność przeżywania radości (anhedonia), czy też brak energii, mogą mieć nieznaczne nasilenie, zaś na pierwszy plan mogą wysuwać się objawy takie, jak dolegliwości bólowe, różne postacie lęku, bezsenność, natręctwa, zaburzenia motoryki przewodu pokarmowego, okresowe nadużywanie leków, czy też substancji psychoaktywnych. Przyjmuje się, że objawy depresji maskowanej, choć nietypowe, mają podobne uwarunkowania, co objawy innych postaci zaburzeń depresyjnych. Ponadto, w leczeniu depresji maskowanej skuteczne są metody, które stosuje się także w przypadkach innych form depresji. Jednakże, nietypowość obrazu klinicznego sprawia, że depresja maskowana jest trudna do zdiagnozowania.
Używany bywa również termin „depresja ukryta”.

## Różne maski depresji
W piśmiennictwie naukowym opisywane są następujące zespoły objawowe mogące być maskami zaburzeń depresyjnych:
- zaburzenia lękowe (zwłaszcza z lękiem wolnopłynącym),
- natręctwa,
- agorafobia
- jadłowstręt psychiczny,
- bezsenność,
- nadmierna senność (hipersomnia),
- dławica piersiowa rzekoma (łac. pseudoangina pectoris, wymagająca rzetelnego różnicowania chorobą niedokrwienną serca),
- zaburzenia motoryki przewodu pokarmowego (np. biegunki, zaparcia, zespół jelita drażliwego),
- zespół „niespokojnych nóg”,
- świąd skóry,
- bóle głowy,
- bóle pleców,
- neuralgie,
- okresowe nadużywanie leków,
- okresowe nadużywanie substancji psychoaktywnych (np. alkoholu).

## Problemy diagnostyczne i epidemiologia
Klasyfikacje chorób takie, jak ICD-10 i DSM-5 nie zawierają jednostki nozologicznej (kategorii diagnostycznej) o nazwie „depresja maskowana”. Ze względu na bardzo zróżnicowany obraz depresji maskowanej, stworzenie jednolitych kryteriów jej rozpoznania nie jest możliwe, a postawienie rozpoznania może nastręczać poważnych trudności. Przyjmuje się, że wiele przypadków pozostaje nierozpoznanych, choć depresja maskowana jest często występującym zaburzeniem. W pozostałych przypadkach, nierzadko rozpoznanie depresji maskowanej stawiane jest ze znacznym opóźnieniem. Na skutek tego, pacjenci często zanim zostaną objęci odpowiednią terapią lub zanim trafią do psychiatry, poddawani są zbędnym lub nieskutecznym procedurom medycznym oraz często leczeni są przez lekarzy innych specjalności. Jej rozpoznanie jest łatwiejsze do postawienia w przypadku wykluczenia innych przyczyn występujących u pacjenta dolegliwości (diagnoza przez wykluczenie), np. objawów bólowych czy też somatyzacyjnych. Za trafnością diagnozy może także przemawiać uzyskanie poprawy objawowej po zastosowaniu leczenia przeciwdepresyjnego (łac. diagnosis ex juvantibus). Badania wskazują, że pośród wszystkich pacjentów, którzy zgłaszają się z różnych przyczyn do lekarzy różnych specjalności, 10% cierpi z powodu zaburzeń nastroju, w obrazie których dominują objawy somatyczne. Z kolei, według szacunków obejmujących ogół pacjentów z zaburzeniami depresyjnymi, od 5% do 60% z nich zostaje trafnie zdiagnozowana i jest odpowiednio leczona.

## Historia
Pojęcie depresji maskowanej było bardzo popularne w latach 70' i 80' XX wieku. Badacze z różnych krajów i kierunków opisywali to zaburzenie posługując się rozmaitymi określeniami. Obok terminu "depresja maskowana" używa się pojęć "depresja ukryta", "depresja utajona", "depresja wegetatywna", "depresja bez depresji", "depresja latentna" i in., przy czym zamiast przymiotnika "maskowana" często używa się wyrazu pochodnego, wyprowadzonego z łacińskiego słowa "larva", czyli "maska" (ang. larvate depression; niem. die larvierte Depression; cz. larvovaná deprese; ros. ларвированная депрессия). Zdaniem niemieckich autorów, ta forma zaburzeń afektywnych należy do depresji endogennej.